# Ishak-Pascha-Palast

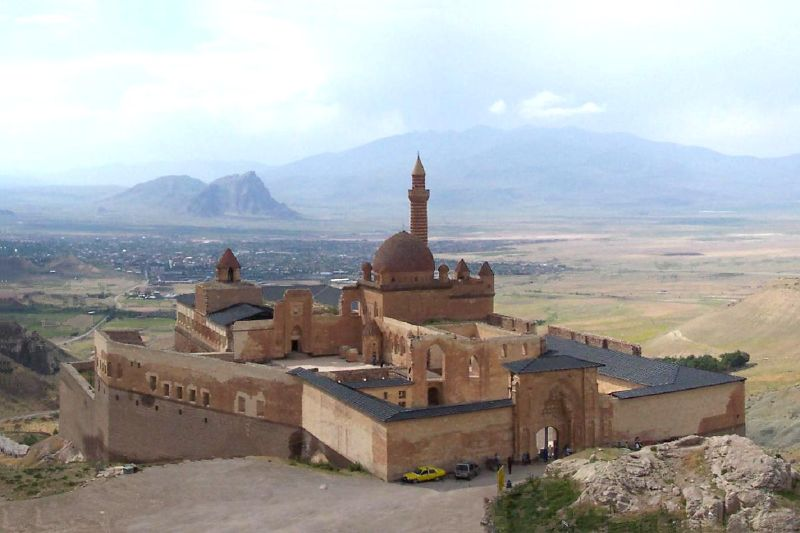
Ishak-Pascha-Palast von Südosten. Zustand von 2005

Koordinaten: 39° 31′ 14″ N, 44° 7′ 44″ O
Der Ishak-Pascha-Palast (türkisch İshak Paşa Sarayı) ist ein zwischen 1685 und 1784 erbauter burgähnlicher Palast des osmanischen Emirs von Doğubeyazıt Çolak Abdi Paşa und seines Sohnes İshak Paşa II. Er liegt im äußersten Osten der Türkei etwa sechs Kilometer südöstlich der Stadt Doğubeyazıt. Die ungewöhnliche Architektur und Bauornamentik des Palastes vereint Einflüsse 500 Jahre älterer seldschukischer Moscheen, armenischer Kirchen und den zeitgenössischen osmanischen Stil. Sein Planungsprinzip folgt der Gliederung des Topkapı-Palastes in Istanbul.

## Lage
Die Ebene am Fuß des Ararat wird in südwestlicher Richtung vom Sarısu durchflossen. Südlich des Flusses verläuft parallel die E 80 über Doğubeyazıt zum Grenzort Bazargan und in den Iran. Die Ränder der flachen Ararat-Ebene werden von schroffen, felsigen Bergkämmen zerlappt. Der Palast befindet sich auf dem Vorsprung eines dieser Bergrücken auf etwa 2200 Metern Höhe, etwa vier Kilometer südlich der Schnellstraße. An der ehemaligen städtischen Siedlung unterhalb des Palastes vorbei führte die alte Handelsroute, ein Teil der Seidenstraße, nach Täbris in den Iran.
An drei Seiten erheben sich die Außenmauern der Anlage direkt über dem Steilhang. Der Zugang erfolgt von oben über den Bergrücken, dort oberhalb endet auch die Fahrstraße. Wenige 100 Meter nördlich des Palastes in einem Seitental ist eine osmanische Kuppelmoschee aus dem 16. Jahrhundert zu sehen. Oberhalb der Moschee und jenseits der Talmulde thront in der Nähe eines urartäischen Felsgrabs die mittelalterliche Festung der Stadt auf einem steilen Felsgrat. Im Tal fließt ein Bach von Osten nach Westen. Er diente den Palastbewohnern früher zur Versorgung mit Trinkwasser, das in einem Becken nördlich des Palastes gesammelt wurde. Ferner gab es früher eine Wasserquelle beim Dorf Kivi, zwei Kilometer südöstlich. Die Hochebene von Doğubeyazıt ist ansonsten wasserarm, nahezu baumlos und wegen der nur dünnen Erdschicht für Ackerbau ungeeignet.

## Geschichte
Westlich der Festung zeigen steinerne Funde, dass sich bereits zu urartäischer Zeit hier eine Siedlung befunden haben muss. Die frühesten Siedlungsreste werden auf die Zeit um 800 v. Chr. datiert. Nordöstlich des Palastes sieht man ein urartäisches Felsgrab, dessen Eingang von überlebensgroßen Relieffiguren gerahmt wird.
Spätestens seit dem 4. Jahrhundert n. Chr. dürfte es eine gut befestigte Stadtanlage gegeben haben. 1374 ließen die mongolischen Dschalairiden unter Şehzade Bayazıt Han die Festung erweitern. Im Mittelalter befand sich vermutlich eine kleine, nach Bayazit benannte Stadt südlich des Palasthügels in der Ebene. Sie scheint zwischen dem 14./15. Jahrhundert und dem Russisch-Türkischen Krieg von 1828/29 eine Blütezeit erlebt und sich bis zum Steilhang im Osten der Festung ausgebreitet zu haben. Ab 1514 gehörte der Ort zum Osmanischen Reich. In frühosmanischer Zeit wurde die Stadtbefestigung aufgegeben und abgetragen, sehr wahrscheinlich zugunsten der nun wiederaufgebauten Festung. Zur Bauzeit des Ishak-Pascha-Palastes im 18. Jahrhundert hatte sich die Stadt in der Ebene um den Palasthügel ausgedehnt.
An der Spitze des Sandschak von Bayazıt stand ein Mütesarrıf, dessen Amt seit Mitte des 17. Jahrhunderts vererblich war. Möglicherweise begann unter dem Provinzgouverneur Çolak Abdi Pascha 1685 der Bau des Palastes. Ein Mitglied der ab dieser Zeit herrschenden kurdischen Familiendynastie Çıldıroğulları hieß İshak Paşa. 1723 wurde er Wesir und im folgenden Jahr zum Statthalter (Pascha) von Tiflis ernannt. Sein Enkel Hasan wurde 1760/61 Statthalter von Çıldır. Ein anderer İshak, der 1790–1791 Pascha von Çıldır war, ließ den Palast vollenden. Die einzige inschriftliche Datierung des Palastes umfasst acht Zeilen, sie befindet sich über dem Portal zum Harem und nennt als Fertigstellungsjahr 1199 AH, entsprechend 1784 n. Chr.
Vermutlich der letzte Pascha dieser Dynastie, der den gesamten Palast bewohnte, war Mahmut († 1805) am Beginn des 19. Jahrhunderts. Er ist der einzige Herrscher, dessen Grab sich in der Grabkammer unter dem Palasthof befindet. Als die Russen im Russisch-Osmanischen Krieg 1828/29 im Jahr 1828 die Stadt eroberten, herrschte Mahmuts Nachfolger Behlül, der seinen Wohnsitz vom Palast in die Festung verlagert hatte. Ein großer Teil der Holzkonstruktion des Palastes wurde während des Krieges zerstört. In der Folge des Krieges zwangen die russischen Eroberer die Mehrzahl der Einwohner zum Verlassen der Stadt und zur Auswanderung nach Russland. Ein Erdbeben von 1840 richtete schwere Schäden am Palast und an der Festung an. Die Palastbewohner mussten in ein Haus in der Stadt umziehen. Um 1860 waren einige Räume wieder soweit hergestellt, dass die Herrscherfamilie sie nutzen konnte. Beim nächsten Russisch-Osmanischen Krieg von 1877/78 diente der Palast als Soldatenunterkunft. Weitere Schäden erlitt der Palast im Ersten Weltkrieg durch Gewehrfeuer, als die Stadt wegen ihrer strategischen Lage zwischen russischen und türkischen Truppen umkämpft war.
In der jungen Türkischen Republik war der Palast bis 1926 das Verwaltungszentrum für die Provinz Ağrı und den Distrikt (Kaza) von Bayazıt. Danach verlagerte man die Provinzverwaltung in die Stadt Ağrı und die Verwaltung für den Distrikt Bayazıt fünf Kilometer weiter in die Ebene, wo unter dem in Doğubeyazıt geänderten Namen ab Anfang der 1930er Jahre die heutige Stadt entstand. Die Bewohner gaben die alte, heute Eski Beyazıt („Alt-Beyazıt“) genannte Siedlung unterhalb des Palastes bis auf wenige Häuser am Osthang des Festungshügels auf.

## Forschungsgeschichte
Die erste Kunde des Palastes brachte Pierre Amédée Jaubert nach Europa. Der französische Orientalist reiste im Auftrag Napoleons auf dem Weg nach Persien durch Bayazıt, wo er gefangen genommen wurde. Er lernte ein halbes Jahr lang den Kerker des Palastes kennen, bis er nach dem Tod Mahmut Paschas 1805 entlassen wurde. Aufgrund Jauberts Reisebeschreibung ließ sich das Todesdatum Mahmuts bestimmen, das auf dem Grabstein dieses letzten Herrschers der Dynastie aus Çıldır unleserlich ist. In dem 1821 erstmals veröffentlichten Werk ist außerdem eine Radierung des Palastes enthalten.
Aleksandr Kleonokovic Ushakov beschreibt den Krieg 1828/29 aus russischer Sicht in seinem 1838 in deutscher Übersetzung in Leipzig erschienenen Buch Geschichte der Feldzüge des General Paskewitch in der asiatischen Türkei. Er schildert genau die sozialen und wirtschaftlichen Verhältnisse der Region, erwähnt jedoch den Palast nur am Rande.
Ausführlicher und voller Bewunderung berichtet der französische Forschungsreisende Charles Texier, der 1830 im Palast zu Gast war, über den zweiten Hof und besonders über die Ausstattung des Empfangsraums dort. Weitere europäische Reiseberichte folgten, darunter im Jahr 1838 der des damaligen britischen Konsuls in Erzurum. Die bis 1840 zusammengekommenen Kenntnisse aus Reiseberichten, die häufig nur ungenaue Eindrücke waren, fasste der Geograph Carl Ritter in seinem Werk Asiatische Türkei. Erdkunde von Asien X zusammen.
Detaillierter sind die in der ersten Hälfte des 20. Jahrhunderts erschienenen Aufsätze türkischer Autoren. Der erste auf Türkisch erschienene Bericht stammt von Yusuf Mazhar Bey 1928. Darin sind drei Fotografien und einige Skizzen enthalten. Erkennbar ist, dass sich die Gebäude in einem schlechten Zustand befanden. Mazhar Bey entzifferte mehrere Inschriften und verglich den Palast mit dem Topkapı Sarayı. Im Jahr 1934 folgten Aufsätze von İ. Zühtü und Ali-Salm Ülgen, letzterer fand außerdem Parallelen zum heute verschwundenen Edirne Sarayı.
Im Jahr 1956 begann die regionale Denkmalschutzbehörde (Anıtlar ve Müzeler Genel Müdürlüğü) mit einer ersten Untersuchung. Sie vermaßen einige Monate die Anlage und fertigten Zeichnungen an. Einen ausführlichen Bericht hierüber veröffentlichte ihr Leiter Mahmut Akok 1960. Um das Jahr 1963 begannen Aufräumarbeiten. 1966 waren die Restaurierungen an der östlichen und südlichen Umfassungsmauer abgeschlossen. Das Mauerwerk des Palastes wurde bis zu den 1980er Jahren großteils wiederhergestellt. Die 1982 erschienene Monographie über den Palast von Yüksel Bingöl beruht auf einer Feldforschung 1978/79.
1992 begannen durch das Kulturministerium veranlasste umfangreiche Restaurierungsarbeiten. Die in den vorigen Jahren mit Beton ergänzten Mauerabschnitte wurden entfernt und durch angemesseneren Kalkmörtel und behauene Feldsteine ersetzt. 2004 entdeckte man bei statischen Untersuchungen, dass falsch eingebrachte Stahlanker zu Beschädigungen an den Außenmauern führten. Risse in den Moscheewänden mussten geschlossen werden. Im Jahr 2009 erhielten die bei der Restaurierung mit flach geneigten Wellblechdächern provisorisch eingedeckten Räume und die übrigen Gebäudeteile, die in den 1980er Jahren offen geblieben waren, eine aufwendige Überdeckung durch eine tonnengewölbte Holzbalken-Glas-Konstruktion. Das Glas hält Regen und Schnee ab und schützt mit einem eingebauten UV-Filter vor Überhitzung im Sommer.

## Architektur

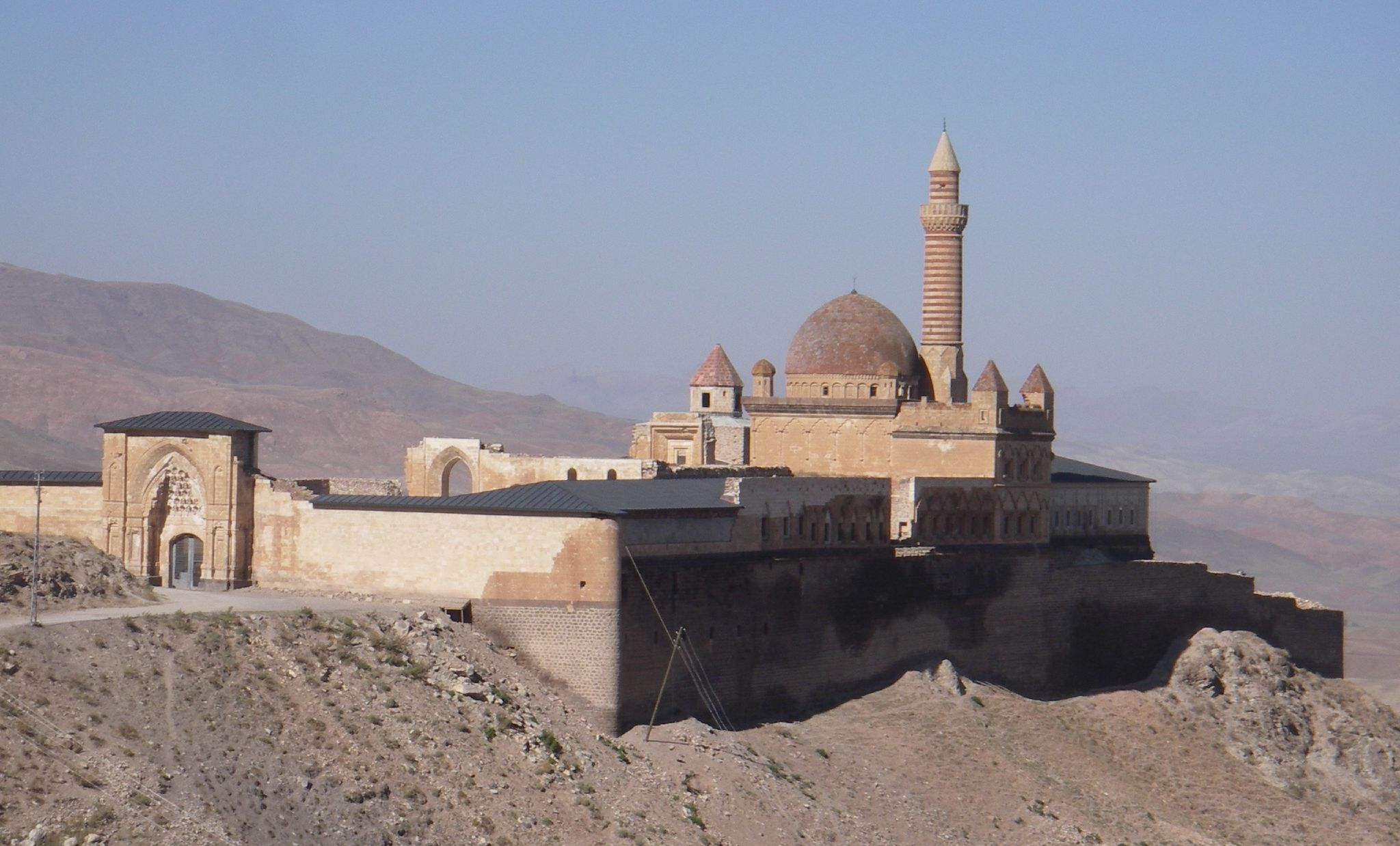
Abfolge der drei Portale. Kuppelmoschee mit Minarett auf dem Dach. Mitte hinten: Pyramidendach über der Küche. Von Nordosten

Die Raumfolge der Gesamtanlage orientiert sich grob in ost-westlicher Richtung. Sie folgt dem Schema der traditionellen Dreiteilung osmanischer Paläste in einen Vorhof (biderun oder birun) und einen dahinter folgenden Innenhof (enderun), von dem sich der private Frauenwohnbereich (harem) als dritte Baugruppe abgrenzt. Die nördliche Außenmauer steht von der Ostecke bis zum Ende der Felsnase im Westen in zunehmender Höhe über dem Felshang. Die einstmals überbaute Fläche betrug in Längsrichtung etwa 120 Meter und etwa 65 Meter an der breitesten Stelle. Um die Ebene an der West- und Südseite zu vergrößern, wurde eine hohe Außenmauer aus rechteckig gefügten Blöcken errichtet und das Gelände dahinter aufgefüllt. Auf 7600 m² und zwei Etagen zählte der Palast nach einer Beschreibung von 1956 ursprünglich 366 Zimmer, sie waren über die beiden hintereinanderliegenden Höfe und durch Korridore erschlossen. Beidseits des äußeren Hofes lagen Nebenräume, vom zweiten Hof waren die Wohn- und Aufenthaltsräume der Männer (selamlık) und die Moschee zugänglich, der Frauenwohnbereich mit dem Salon und den Funktionsräumen bildete den hinteren Westteil.
Die Räume waren klein genug, um im Winter durch einen offenen Kamin (ocak) beheizt werden zu können. In den Wänden entlangführende Luftschächte zeigen, dass viele Räume außerdem an eine zentrale Heizungsanlage angeschlossen waren. Es gab fließendes Wasser und ein Abwassersystem.
Für das Mauerwerk aus unbehauenen Feldsteinen oder sauber gefügten Quadern verwendete man sechs Gesteinsarten aus der näheren Umgebung. Holz kam als Dachgebälk, Türstürze, für frei stehende Tierfiguren und an manchen Stellen als Zugbalken in Wänden zum Einsatz. Laut einer chemischen Analyse handelt es sich um Waldkiefer (Pinus sylvestris L.), die in der Schwarzmeerregion und in Nordostanatolien bis über 2500 Meter Höhe vorkommt. Die alten vergoldeten Tore wurden unter russischer Herrschaft Anfang des 20. Jahrhunderts abtransportiert und befinden sich heute in der Eremitage in Sankt Petersburg.

### Ostportal, äußerer Hof
Das Osttor führt in den ersten Vorhof von 35,1 Metern Länge und 28,6 Metern Breite. Wie für die seldschukische Architektur charakteristisch, dominiert das Portal die gesamte Fassade. Ähnlich wie das Nordportal der 1228/29 erbauten Divriği-Moschee ragt der mächtige, aus der Wand hervortretende Baukörper weit über die Umfassungsmauer hinaus. Es ist der einzige Zugang in den Palast, an seiner Innenseite befand sich über dem Torbogen ein kleiner Raum mit einem Fenster zum Hof, der über eine Treppe in der 2,3 Meter breiten Schutzmauer im Süden erreichbar war. Von weiteren Wächterräumen an der Ostseite sind noch drei im Erdgeschoss südlich an das Portal angrenzend vorhanden. Einer dieser Räume misst 2,1 × 3,1 Meter und besitzt ein Fenster und eine Tür zum Hof. Die beiden anderen Räume mit zwei Fenstern sind etwas größer. Drei kleine Räume in der Umfassungsmauer an der nördlichen  Portalseite waren wohl Toiletten. Beim Gang durch das Portal ist an der nördlichen (rechten) Seite eine Nische in der Außenmauer zu sehen, in der sich ein Brunnen (çeşme) befand. In den langgezogenen Gebäuden an der Nord- und Südseite befanden sich Räume für die Bediensteten und Stallungen, das Gebäude an der Südmauer ist verschwunden. Die Lagerräume an der Nordseite sollen zweigeschossig mit flachem Dach gewesen sein. In alten Radierungen ist zu erkennen, dass die Umfassungsmauern früher Schießscharten aus Steinquadern besaßen. Auf deren Höhe gab es eine Galerie, die mit einer Holzkonstruktion überdacht war.
Die äußere Form des Ostportals wird seitlich durch breite Lisenen hervorgehoben, die im unteren Bereich in zwei Pilaster gegliedert und horizontal durch Kapitelle und Friese unterteilt sind. Zwei Halbsäulen auf jeder Innenseite tragen den hohen Kielbogen, dessen inneres Feld nach alter Tradition von Muqarnas ausgefüllt ist. Die Portallaibungen erweitern sich über diagonale Wandflächen zur Außenwand, was eine vereinfachende Übernahme des Divriği-Nordportals zu sein scheint. Das Bogendreieck mit den groben Muqarnas wirkt durch die relative Überbreite flach, besonders da zwischen Bogenfeld und der Türöffnung eine ornamentale Wandgliederung fehlt. Das Portal ist nicht ganz symmetrisch, weil an der Südseite die Umfassungsmauer deutlich weiter außen ansetzt und so den Portalbau nur in der Breite eines Pilasters hervortreten lässt. Zwischen den Pilastern sind typische schmale Vertiefungen in die Wandflächen eingelassen, in der oberen Etage sind diese als Blendbögen gestaltet. Der äußere diagonale Bogen ist mit barocken Pflanzenmotiven dekoriert.
Die Funktion des äußeren Hofes entsprach wohl derjenigen desselben Hofes im Topkapı-Palast. Hier wurden die alltäglichen Geschäfte abgewickelt, die Händler und Lokalherrscher (Beys) ritten auf Pferden ein. Die Räume im Norden des Hofes dienten als Lager für Holz, Getreide, Pferdewagen und Kanonen. Die hohe Zahl von Wächterräumen lässt darauf schließen, dass viele Wachtposten aufgestellt waren. Beim ersten Gebetsruf des Tages wurde das Portaltor geöffnet und beim letzten um Mitternacht geschlossen.

### Innerer Hof, Kümbet und Selamlık
Der Weg führt durch ein zweites großes, aber einfach gestaltetes Portal an der gegenüberliegenden Seite, das nicht mit dem Ostportal auf einer Achse liegt, weiter durch einen 12 Meter langen Gang mit Tonnengewölbe in den 34,8 Meter langen und 19,8 Meter breiten inneren Hof (enderun). Im Bereich des zweiten Hofes verläuft die südliche Umfassungsmauer in einer schrägen Linie nach außen und verbreitert das Palastareal. Die früher südlich des Hofes gelegenen Gebäude mit einer Folge langrechteckiger Räume sind verschwunden.
An seiner Nordseite wird der zweite Hof durch die breite Schaufassade des Selamlık und der Moschee begrenzt. Zu dem bis auf das abgegangene ursprüngliche Dach gut erhaltenen Männerbereich gehörten mehrere Räume, die dem Aufenthalt der Männer, der Verwaltung und dem Empfang von Gästen dienten. In einem Raum war die Bibliothek des Imams der Moschee untergebracht. Der Zugang in den Selamlık erfolgt durch ein Portal in einer iwanartigen Nische, die außen durch einen einzelnen dicken Wulst begrenzt wird. Die flankierenden, 2,10 Meter hohen Doppelsäulen des Portals tragen ein spitzbogiges Muqarnas-Gewölbe. Die Seitenwände enthalten flache Blendfenster. Die Türöffnung bildet ein 2,18 × 1,06 Meter großes Rechteck, das mit einem üppigen vegetabilen Flechtwerk umgeben ist. Die Gesamtform des Portals könnte nach dem Vorbild der armenischen Apostelkirche in Ani gestaltet worden sein.
Durch das Selamlık-Portal führt der Weg eine siebenstufige Treppe nach oben in einen Vorraum mit Tonnengewölbe und weiter nach rechts (Osten) in den größten Raum, genannt „Hof der Begrüßung“, in dem der Herrscher Recht sprach und Gäste empfing. Von einem Korridor auf der linken Seite des Vorraums sind die Moschee und Nebenräume zugänglich.
Der Empfangsraum (Diwansaal) misst 19,10 × 8,24 Meter. Nach Charles Texiers Beschreibung des Diwansaals war die Decke mit Phantasievögeln bunt bemalt und in den rechteckigen Wandnischen sollen mit Blumenmustern bemalte Glasplatten angebracht gewesen sein. Die Decke stürzte später bei einem russischen Granatenbeschuss ein, nur die Deckengewölbe der Korridore blieben erhalten. Der Boden besteht aus Basaltquadern. An der westlichen Stirnseite befindet sich neben der Eingangstür eine 2,36 Meter breite Buffettnische (şerbetlik), von der wiederum weitere kleine Nischen 0,4 Meter in die Wand eingetieft sind.
Einer der schmalen Räume nördlich des Diwansaals, besaß einen Holzbalkon, der 1,4 Meter über die äußere Umfassungsmauer hinausragte. Einige als Tierfiguren skulptierte Holzbalken der Balkonkonstruktion sind noch erhalten. Links vom Eingang führt ein Korridor an kleineren Räumen vorbei bis in die angrenzende Moschee.
Zu beiden Seiten des Portals gliedern eine Reihe Fenster, die in hohen kielbogenförmigen Wandvertiefungen liegen, die Hoffassade. Das Tympanon über jedem Fenster enthält ein jeweils anderes Flechtmuster im Hochrelief. Die fünf Fenster östlich des Portals erhellen den Empfangsraum; je zwei, etwas größere Fenster gehören zu den beiden Räumen auf der anderen Seite. Die äußere Umrahmung dieser vier Fenster bildet ein Doppelwulst.

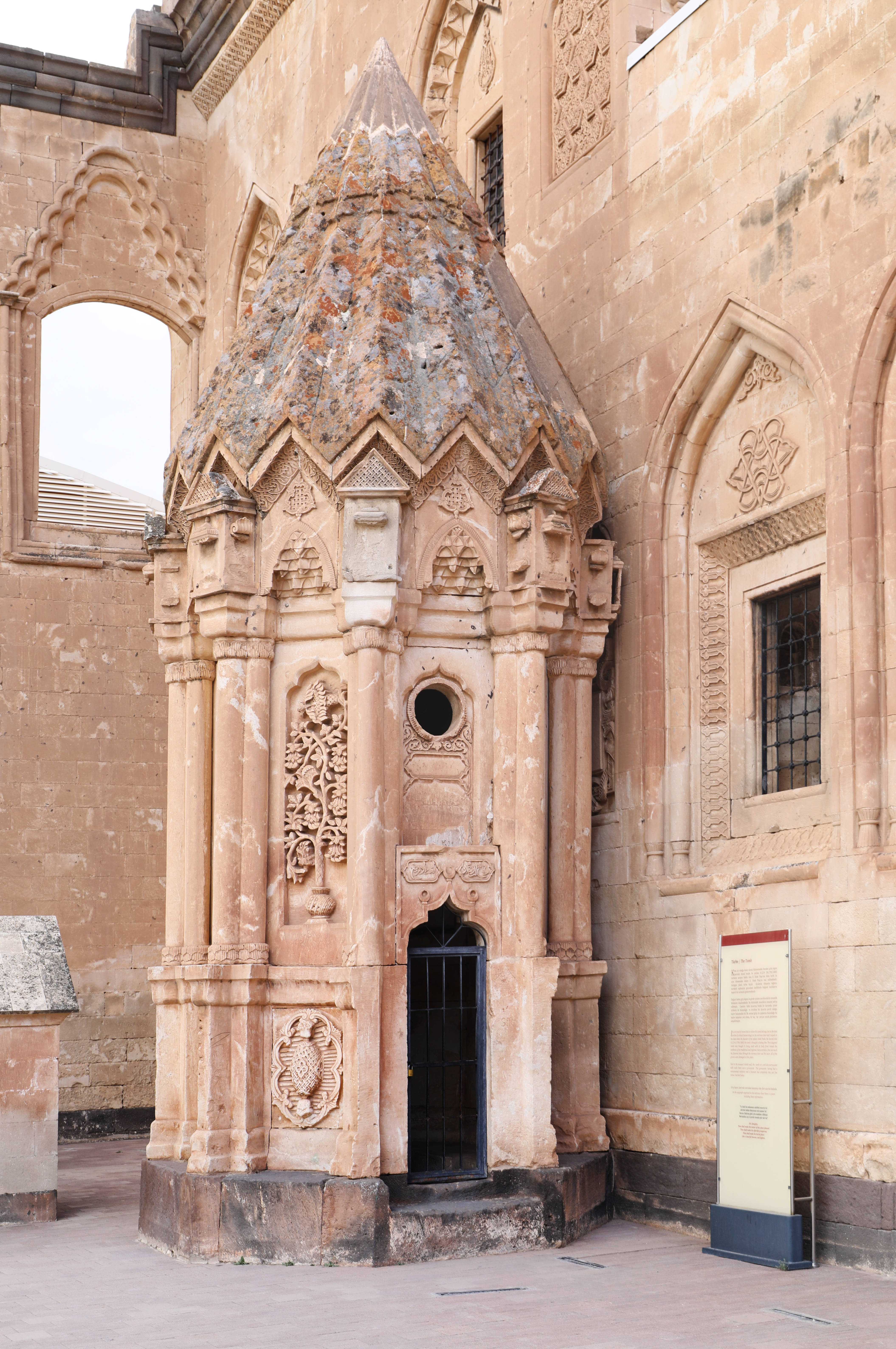
Kümbet vor der Nordfassade des zweiten Hofes. Links unten eine der Lüftungsöffnungen der Grabkammer

Im Hof dicht vor der Nordwand steht zwischen Moschee (links) und Selamlık (rechts) ein schlanker oktogonaler Turm mit Kegeldach (kümbet) nach persischem Vorbild. Die Ecken werden von Dreifachsäulen in der Fortsetzung der Dreifachpilaster der unteren Zone gebildet. Die unteren Wandfelder enthalten als Hochrelief in einem gekünstelten Rahmen eine Ananas in der Mitte. In den Wandfeldern darüber rankt sich aus einem runden Topf eine Pflanze mit vielblättrigen geschwungenen Zweigen empor. Oben enden die Säulen an Kapitellen, die von Miniaturgiebeldächern bekrönt sind. Diese stehen in Beziehung zum 16-fach gefalteten Dachaufbau. Die detailverliebte Dekoration vermengt neoklassizistische mit türkisch-seldschukischen Stilelementen. Was von außen wie ein typisch persischer Grabbau aussieht, enthält im Innern eine zwölfstufige Treppe, die von der Tür in der Ostseite zu einem Gewölberaum von 4,88 × 2,66 Metern Grundmaß und 2,6 Metern Höhe unter dem Hof vor der Moschee hinabführt, in dem die Mitglieder der Herrscherfamilie bestattet wurden. Die Hoffläche über der Grabkammer einschließlich des Turmbaus war früher von einer Steinbalustrade umgeben und die Lage vor dem Südeingang der Moschee war so gewählt, dass die sich in der Moschee zum Gebet versammelten Gemeindemitglieder ihren Blick in Richtung der Qibla und damit zugleich der Grabstätte zuwandten. Heute sind im Hof noch zwei, wie Hundehütten aussehende Steinhäuschen erhalten, die als Lüftungs- und Belichtungsöffnungen für die Grabkammer dienen.

### Moschee

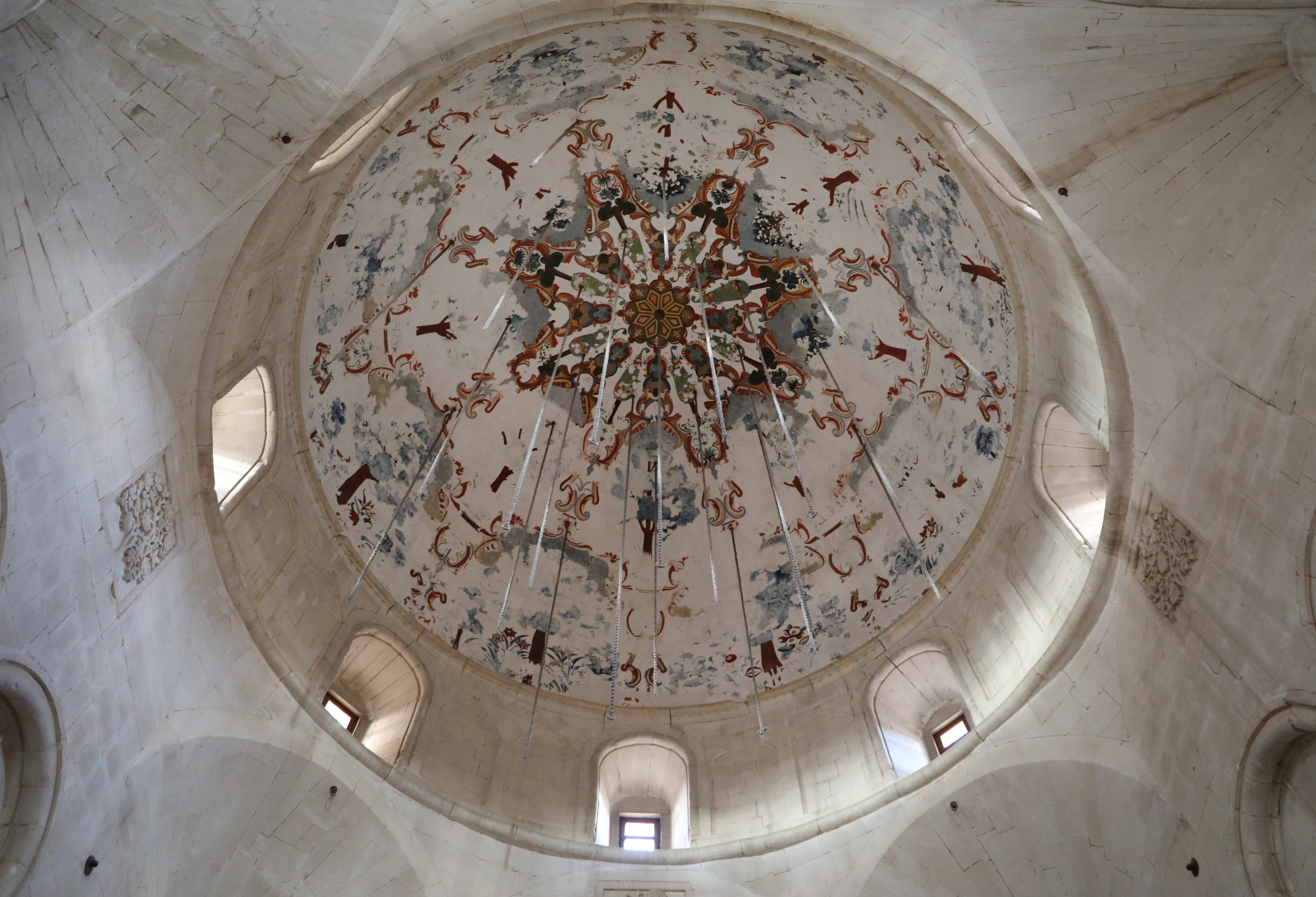
Malereireste in der Moscheekuppel

Die Moschee im zweiten Hof nimmt den gesamten Bereich zwischen der Freifläche in der Mitte und der nördlichen Umfassungsmauer ein, seitlich begrenzt von Selamlık im Osten und Harem im Westen. Der quadratische Betsaal im Süden wird von einer hohen Kuppel über einem kreisrunden Tambour überwölbt. Sein Innendurchmesser beträgt 8,22 Meter und seine Höhe 2,12 Meter. Im Kuppelrund sind Reste ornamentaler Malerei erhalten. Kuppel und Minarett stellen die weithin sichtbaren, alles überragenden Baukörper dar. Vor der Nordwand des Betsaals befindet sich eine säulengestützte Empore in halber Raumhöhe für die Frauen. Das Gebäude wurde vor 1980 mit sorgfältig gefügten hellrosa Steinquadern restauriert. Acht Fenster im Tambour und weitere in den Wänden erhellen gleichmäßig den Betsaal. Der steinerne Minbar hängt, als wäre er ein Wasserbecken, halbkreisförmig an der Wand zwischen Mihrab und dem westlichen der beiden Eingänge an der Hofseite. Von diesem westlichen Eingang führt seitlich eine Treppe innerhalb der breiten Südwand nach oben auf den Minbar. Die enorme Wandstärke ermöglicht auch eine entsprechend weit eingetiefte Mihrab-Nische. Deren, von Muqarnas gebildetes Gewölbe ähnelt demjenigen des Ostportals.
Der Raum hinter Nordwand und Empore des Betsaals und mit diesem durch drei breite Türen verbunden wird son cemaat yeri genannt, er war vermutlich der erweiterte Betsaal (für die zu spät Gekommenen). Üblicherweise erfüllt bei osmanischen Moscheen nicht ein rückwärtiger Raum, sondern eine offene Vorhalle am Haupteingang diese Funktion. Zugleich diente er als dersane, Schulzimmer und medrese, Ort für die höhere Bildung. Das Dach dieses hinteren, 8,3 × 7,8 Meter großen Raumes wird von vier symmetrisch angeordneten Pfeilern getragen. Dadurch ergeben sich im Innern neun flach gewölbte Deckenfelder, das mittlere ist ein Sternengewölbe im selben Kurvenradius. Die Sternenkuppel ruht auf vier Trompen in den Ecken der Gurtbögen. Die Deckenkonstruktion ist von armenischen Kirchenvorhallen (schamatun) in der Gegend von Ani übernommen, speziell das Sternengewölbe stammt vom schamatun der Johanneskirche des 1038 erbauten Horomos-Klosters. Hier wurden die Kinder der Palastbewohner und wohl auch der angesehenen Einwohner der Stadt unterrichtet, die in einer Beziehung zum Palast standen.
Die Wände des Betsaals gliedern in zwei Etagen übereinander hohe Blendfenster mit Rundbögen, die von Wulsträndern eingefasst werden. Die untere Reihe Blendfenster an der West- und Ostwand enthalten tiefe Nischen in der Mitte, die offensichtlich mit der Mihrab-Nische in den Südwand in Beziehung stehen sollen. Eine ähnliche Wandgestaltung findet sich auch bei armenischen Kirchen. Die südlichen Blendfenster der Seitenwände sind in der unteren Reihe mit einer rechteckigen Nische unten und darüber mit einer weiteren, an dieser Stelle spitzbogigen Nische ausgefüllt. Letztere enthält fünf längliche Felder mit baumförmigen Ornamenten. Die Ausstiegsöffnung zum Minbar passt formal zu diesen Spitzbogennischen. An den Seitenwänden des son cemaat yeri führen drei Blendfenster das Strukturprinzip fort, die äußeren wiederum mit Spitzbögen an den oberen Nischen.
Die Form der sich auf dem Flachdach über einem Tambour erhebenden Kuppel ist persischen Ursprungs. An den vier Ecken stehen pilzförmige Türmchen, die keine Funktion haben. Das runde Minarett wird von abwechselnden roten und hellen Steinschichten strukturiert. Durch seine oktogonale Basis, die bis über den Tambour hinausragt, wirkt das Minarett, als wäre es direkt auf dem Dach errichtet.

### Hauswirtschaftsbereich, Harem

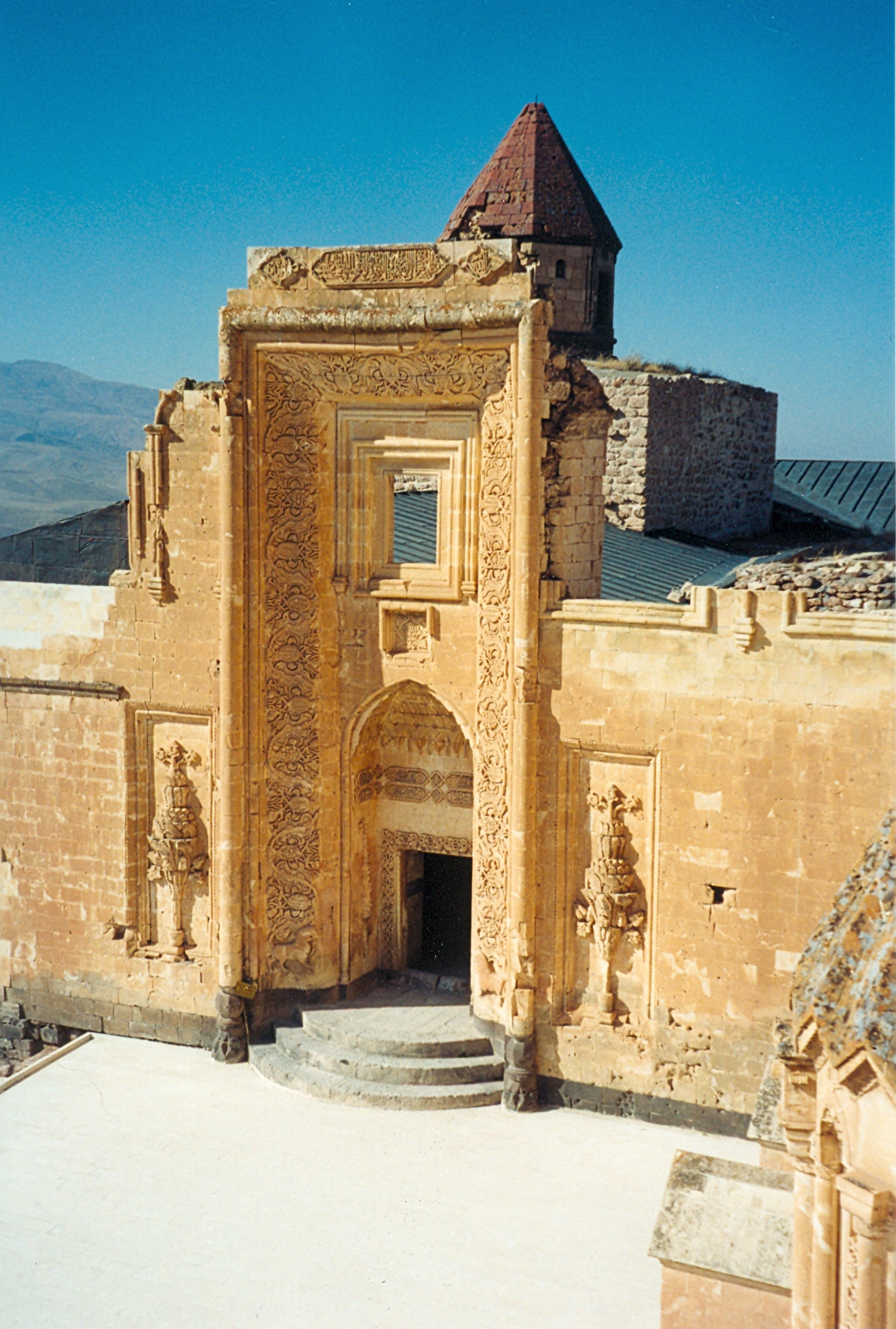
Portal zum Harem

Ein hohes Portal an der mittleren Westseite des zweiten Hofes führt in einen langen geraden Korridor, der an der Wand des Hamam endet. Innerhalb des Wulstrahmens folgt ein breites, konkaves Ornamentband mit einer schlangenlinienförmigen Pflanzenranke. Jede halbrunde Biegung ist mit einer dicken Frucht ausgefüllt, aus der nach oben und unten Blüten wachsen. Die dazwischen verbleibenden Flächen enthalten noch mehr pflanzliche Motive. Der Türrahmen ist von einem ähnlichen Rankenwerk wie am Portal zum zweiten Hof umgeben.
Die südlich des Korridors gelegene geräumige, zwei Stockwerke hohe Küche (darüzziyafe) besaß im Westen neben dem Zugang noch eine Wandöffnung, durch welche die Speisen in einen nord-südlich verlaufenden Gang gereicht wurden, um die Tür dorthin nicht öffnen zu müssen. Zwei Rundbögen über mächtigen Wandpfeilern tragen das Flachdach der Küche, in dessen Mitte eine achteckige Laterne mit Pyramidendach hinausragt; eine altertümlich wirkende Konstruktion auf einem Flachdach, die eher auf seldschukische Vorbilder zurückgeht. Von außen dominiert heute der Küchenbau den gesamten Gebäudetrakt, ursprünglich besaßen die angrenzenden Räume ein oberes Stockwerk, das in derselben Höhe abschloss. Über den Gang zur Küche war das relativ kleine Hamam zu erreichen, das lediglich aus einem Bade- und einem Umkleideraum bestand. Sein Ofen wurde vom Korridor aus geschürt. Die Räume für das Dienstpersonal im südlichen Teil sind stark beschädigt, ihr Aussehen lässt sich nicht mehr erschließen, da keine zeitgenössischen Radierungen erhalten sind.

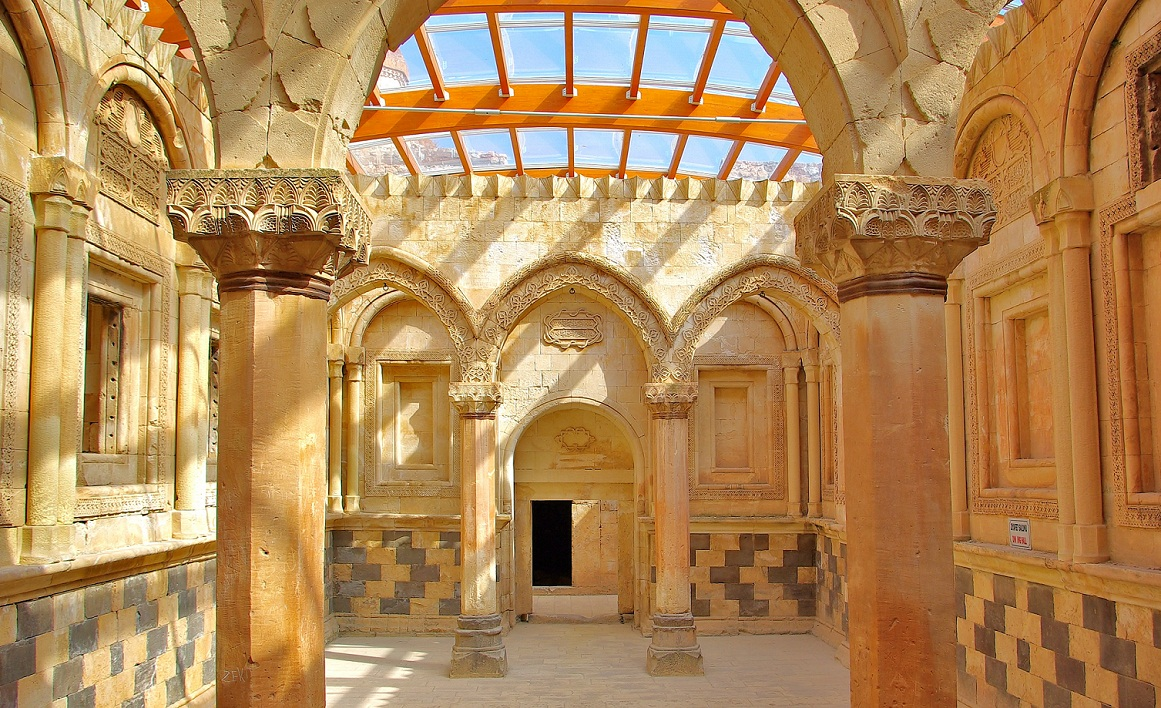
Salon im Zentrum des Harem. Richtung Westen

Der größte Raum des Harem war der in der Mitte gelegene und durch Portale von der Ost- und Westseite zugängliche Salon (muayede salonu). Von allen Räumen des Palastes erhielt dieser die aufwendigste Gestaltung. Vor den beiden Schmalseiten des in Ost-West-Richtung orientierten Raums stützte jeweils ein oktogonales Pfeilerpaar drei gedrückte Spitzbögen und den Wandteil darüber. Diese halboffenen Raumteiler waren wahrscheinlich statisch in die verlorengegangene Dachkonstruktion einbezogen, darüber hinaus sollten sie wohl den Raumeindruck steigern und der ornamentalen Gestaltung der beiden Querwände eine räumliche Tiefe verleihen. Das Dach bestand wohl aus Eisenträgern und Glas. Die Wände übernehmen zwar die dreigliedrige Bogenanordnung, der mittlere Portalrahmen der Ostwand ist jedoch breiter und höher, der Portalrahmen an der Westwand ist rechteckig und seitlich davon überhöhen Rundbogenblendarkaden mit dicken Wülsten auf vorgestellten Säulchen die zweifach eingetieften rechteckigen Wandnischen. Die Archivolten (ornamentierte Bögen) tragen palmettenartige Muster nach mittelalterlich-türkischen Vorbildern.
Nach Westen führte eine Treppe in den privaten Garten (hasbahçe) hinunter. Der Pascha betrat üblicherweise durch den Westeingang den Raum. Dessen Türrahmen umgibt ein rechteckiges Flechtband mit Pflanzenranken, im Tympanon darüber ist ein zentrales Pflanzenmotiv aus symmetrischen Kreisbögen zu sehen. Bis in Brüstungshöhe sind alle vier Wände durch alternierende schwarze und weiße Steinquader aufgelockert. Das Brüstungsgesims grenzt die Quadermuster unten von den hohen Blendfenstern darüber ab, als vertikale Gliederung dazwischen fungieren die Blendarkaden tragenden Doppelsäulen.

## Umgebung

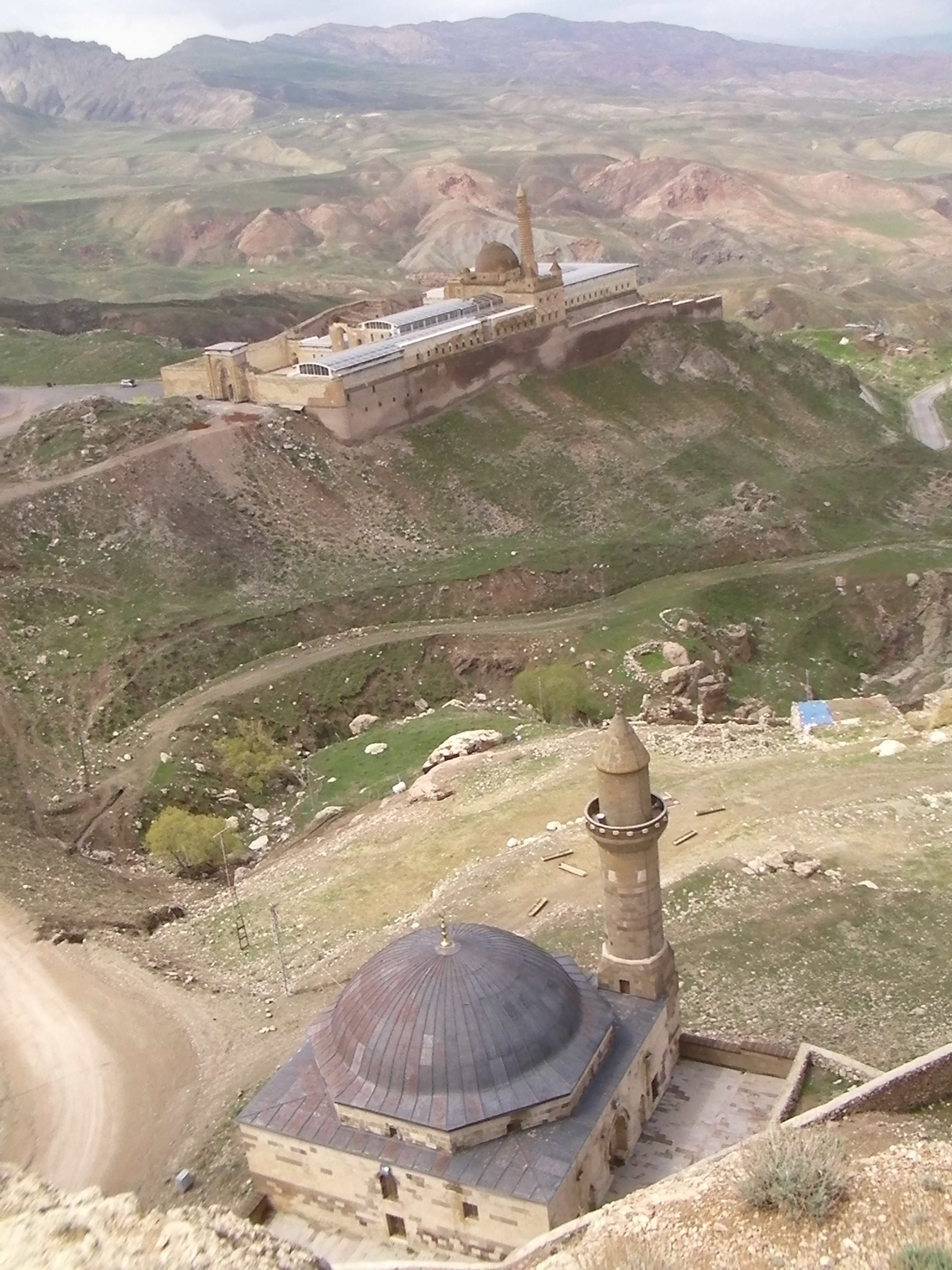
Vom unteren Festungsbereich über die osmanische Moschee. Palast mit heutigem Schutzdach

Die mittelalterliche Festung am unteren Felshang auf der anderen Talseite war in ihrer Gesamtheit nur schlecht zu verteidigen, da es möglich war, vom Berggrat hinunterzuklettern. Die von weitem sichtbare, lange Südmauer mit zwei Türmen stammt vermutlich aus frühosmanischer Zeit.

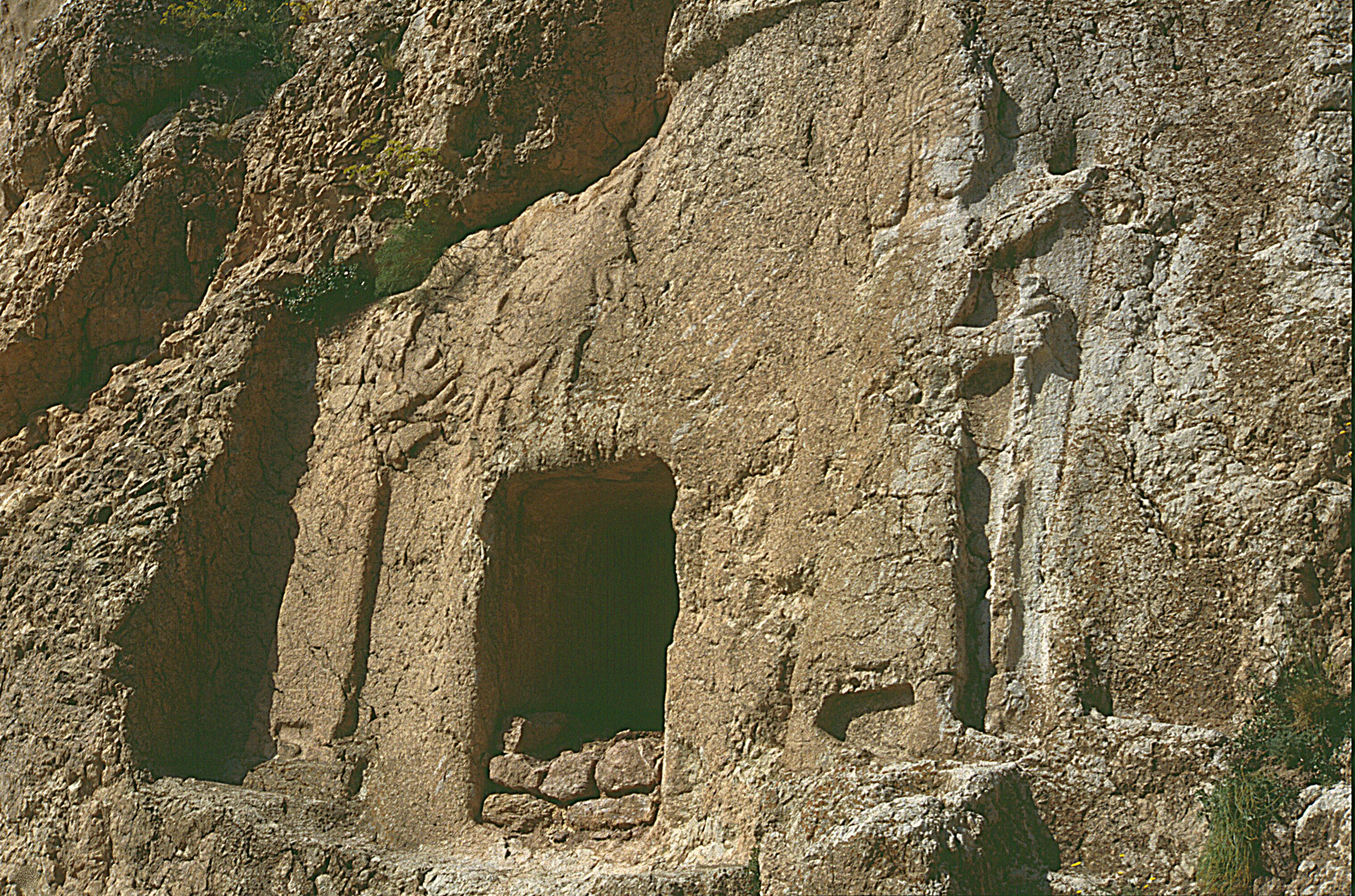
Urartäisches Felsengrab

Westlich davon befindet sich eine urartäische Grabkammer an der Südseite einer Felsspitze. Beidseits des Eingangs ist ein dazugehörendes Felsrelief erhalten. Es zeigt die kultische Opferung eines Hirsches. Oberhalb der Graböffnung wird das Tier einem unsichtbaren Gott angeboten, eine Figur auf der rechten Seite ist an ihrem Helm als Herrscher zu erkennen. Eine zweite Figur mit langem Gewand rechts davon ist kleiner und korpulenter. Die Fläche vor der Grabkammer dürfte als Opferplatz eingeebnet worden sein. Das Grab besteht aus einem rechteckigen oberen Raum mit seitlichen Nischen und der tiefer gelegenen, eigentlichen Bestattungskammer dahinter.
Die osmanische Moschee unterhalb der Zitadelle wurde kurz nach 1578 während der Regierungszeit von Murat III. errichtet. Der überkuppelte Betsaal steht auf einer Plattform oberhalb eines Felshangs. Die Basis des Minaretts an der Nordwestecke reicht bis über die Moscheewand.
Östlich des Palastes weiter oben im Tal befindet sich die Türbe des kurdischen Dichters Ehmedê Xanî (* um 1651; † 1707), der im 17. Jahrhundert das kurdische Nationalepos Mem û Zîn schrieb.